# Deklaracja paryska
Deklaracja paryska – deklaracja z 15 kwietnia 1856 roku, podpisana po zakończeniu wojny krymskiej. Określała prawa statków państw neutralnych, prowadziła do zniesienia kaperstwa/korsarstwa i sięgającego korzeniami średniowiecza prawa do zagarniania łupów wojennych.

## Główne punkty
Oto główne punkty Deklaracji:

1. Kaperstwo/korsarstwo jest i pozostanie zakazane;
2. Przewożenie towarów należących do nieprzyjaciela pod neutralną banderą jest dozwolone, z wyjątkiem kontrabandy wojennej;
3. Towary należące do państw neutralnych, z wyjątkiem kontrabandy wojennej, nie mogą być rekwirowane, nawet jeśli są przewożone pod nieprzyjacielską banderą;
4. Blokada, gdy zostanie założona, musi być skuteczna, co oznacza wykonywana siłami wystarczającymi do odcięcia dostępu do nieprzyjacielskiego wybrzeża.

...

Powyższa Deklaracja nie jest i nie będzie wiążąca dla nikogo, z wyjątkiem tych Mocarstw, które do niej przystąpiły lub przystąpią.

## Historia
W dodatku do postanowień Traktatu paryskiego, które zostały podpisane 30 marca 1856 roku kończąc tym samym wojnę krymską (1853-1856), przedstawiciele mocarstw podpisali również deklarację, którą zaproponował przedstawiciel Francji, hrabia Walewski. Deklaracja stanowiła rozwinięcie dokumentu podpisanego przez Francję i Wielką Brytanię w roku 1854. Oba mocarstwa uzgodniły wówczas, że nie będą rekwirować towarów przewożonych do nieprzyjaciela przez statki krajów neutralnych, jak również towarów państw neutralnych przewożonych na statkach nieprzyjaciela. Sygnatariusze zgodzili się również nie wystawiać w czasie wojny listów kaperskich. Pod koniec wojny uznali też, że statki handlowe, uzbrajane na koszt przedsiębiorców dla zabezpieczenia ich prywatnych interesów, szczególnie na odległych akwenach morskich, gdzie statki te nie mogą być chronione przez regularne siły floty własnego państwa, nie powinny być trzymane pod kontrolą. Deklaracja paryska potwierdziła te postanowienia, dodając do nich pryncypialną zasadę, że blokada morska, jeśli zostanie ogłoszona, musi być skuteczna. 
Deklaracja nie ujmowała kaprów/korsarzy w kategorii międzynarodowych przestępców kryminalnych, obligowała natomiast państwa-sygnatariuszy do odstąpienia od zaciągania kaprów/korsarzy w przyszłości. Inną sprawą jest, że większość państw traktowała obcych kaprów/korsarzy jak zwykłych piratów.
Kilka krajów, w tym Wielka Brytania, Francja, Imperium Rosyjskie, Austro-Węgry, Prusy, Królestwo Sardynii i Imperium Osmańskie, podpisało deklarację. Traktat ustanawiał prawo morza w odniesieniu do głównych mocarstw europejskich. Była to pierwsza multilateralna próba skodyfikowania prawa morza czasu pokoju, ale tak, by można było stosować je w czasie wojny. Zobowiązywała sygnatariuszy do stosowania się doń jedynie w czasie wojen między sobą, zezwalała natomiast na zaciąganie kaprów/korsarzy w czasie wojen prowadzonych przeciw siłom trzecim.
Stany Zjednoczone, które dążyły do całkowitego, w ich przypadku, wykluczenia z obowiązku zwalniania towarów zagarniętych na morzu, a nie będących kontrabandą, wstrzymały w roku 1857 swą formalną akceptację, kiedy tzw. "poprawka Marcy'ego" (zgłoszona przez sekretarza stanu w rządzie Franklina Pierce’a) została – pod naciskiem Brytyjczyków – odrzucona przez wszystkie mocarstwa. Ponadto USA nie mogły pozwolić sobie na rezygnację z zaciągania kaprów. Przedstawiciele Waszyngtonu tłumaczyli, że nie posiadając wielkiej floty Stany Zjednoczone muszą w czasie wojny opierać się na statkach handlowych, przekształconych czasowo w okręty wojenne. W tej sytuacji zakaz uprawiania kaperstwa/korsarstwa działał wyłącznie na korzyść wielkich mocarstw europejskich, potężne floty których pozwalały na całkowitą rezygnację z tego rodzaju pomocy. Wszystkie inne państwa morskie – z wyjątkiem Hiszpanii, Meksyku i Wenezueli – przystąpiły do deklaracji.
W roku 1861, w czasie wojny secesyjnej, Unia zadeklarowała, że będzie przestrzegać zasad zawartych w deklaracji do końca wojny domowej. Tak samo postąpiono w czasie wojny amerykańsko-hiszpańskiej 1898 roku, kiedy to rząd Stanów Zjednoczonych zapewnił, że będzie prowadził działania wojenne zgodnie z postanowieniami deklaracji. Hiszpania ze swojej strony również zapowiedziała chęć podporządkowania się zasadom deklaracji, ale równocześnie dała do zrozumienia, że rezerwuje sobie prawo do wystawiania listów kaperskich. Obie strony tego konfliktu korzystały więc z krążowników pomocniczych, czyli statków handlowych i pasażerskich dowodzonych przez oficerów marynarki wojennej.
Pewne wątpliwości, jakie pojawiły się wraz z przyjęciem deklaracji, zostały wyjaśnione przez Konwencje haskie z roku 1907.